# Landsverk L-60
De Landsverk L-60, ook bekend als de Strv m/38-40 was een tank van het Zweedse bedrijf Landsverk. De tank was een doorontwikkeling van de Landsverk L-10 en werd vanaf 1934 ontwikkeld en gebouwd. Het ontwerp vormde de basis voor de Hongaarse Toldi tanks. Ook werd de tank aangeschaft door Ierland en Oostenrijk. De L-60 was de eerste tank die gebruik maakte van torsie-vering. In Zweeds gebruik werd in verloop van tijd het ontwerp vier keer aangepast. Ook vormde het onderstel de basis voor de Pvkv IV Värjan en de L-62 Anti II. Laatstgenoemde werd geleverd aan Finland en Hongarije. In 1960 werden twintig stuks verkocht aan de Dominicaanse Republiek, alwaar ze in zijn gezet tijdens de burgeroorlog.

## Ontwikkeling
De L-60 was een doorontwikkeling van de Landsverk L-10 (Strv m/31). Het ontwerpproces startte in 1934 onder leiding van Joseph Vollmer. Vollmer was een Duitse ingenieur en had reeds naam gemaakt in de Eerste Wereldoorlog met de A-7, K-Wagen en de LK-serie. Het ontwerp was conventioneel met de motor aan de achterzijde, koepel in het midden en de bestuurder van voren in de tank. Het eerste prototype werd geleverd in 1935. Het gewicht was gereduceerd van 11,5 ton naar 8,7 ton, terwijl de bepantsering en bewapening gelijk bleven. Er werden tien ontwerpschetsen gemaakt die allen van elkaar verschilden. Het uiteindelijke ontwerp was revolutionair, vanwege het gebruik van de torsiestaafvering. Dit systeem was veel beter en betrouwbaarder dan bladvering en het Christie-systeem. Het pantser was gewalst en aan elkaar gelast. Dit pantser was maximaal 15 millimeter dik. De bewapening bestond uit een 20mm Madsen QF-autokanon en een 7,92mm-Madsenmachinegeweer. Beide wapens waren Deens en het machinegeweer dateerde uit 1903. Het kanon werd geproduceerd door DISA. De motor was een Bussing-Nag V8 cilinder 7.9 liter en leverde 150-160 pk bij 2500-2700 toeren per minuut. Het rijbereik was ongeveer 270 kilometer.

### Kopers
Het ontwerp was veelbelovend en trok de aandacht van Ierland, Oostenrijk, Zwitserland en Hongarije. Oostenrijk bestelde één tank in 1936. Hongarije bestelde in 1936 ook een L-60B en tegelijkertijd ook een L-62 Anti-II. De Hongaren waren tevreden en kochten toen ook de licentie om beide voertuigen zelf te mogen produceren. De Hongaarse versie van de L-60 was de Toldi, de belangrijkste Hongaarse tank uit de Tweede Wereldoorlog. De Toldi zou geproduceerd worden in de MÁVAG fabriek en werd later uitgebreid naar de Ganz fabriek. De motor in de Toldi bleef gelijk aan die van de L-60, maar het kanon werd vervangen door het Hongaarse 20mm-Solothurn-antitankkanon en een coaxiaal Gebauer 34/37-machinegeweer. De L-62 Anti-II werd ook in licentie geproduceerd onder de naam 36 / 40M Nimród. Zwitserland kreeg ook interesse in het voertuig, maar besloot uiteindelijk om de Tsjechoslowaakse TNH aan te schaffen. De L-60 werd nog samen met de L-120 aangeboden aan Polen in 1937, maar zij bestelden niets.
In 1933 werden in Ierland eisen vastgesteld voor de aankoop van tanks door de commandant van het Armoured Car Corps, majoor A.T. Lawlor, en door J.V. Lawless, de commandant van de Cavalry Workshops. Deze eisen waren grotendeels gelijk aan wat de L-60 te bieden had waaronder gewalste en afgeschuinde bepantsering en torsiestaaf-vering. Ook bracht de L-60 het voordeel mee dat het dezelfde koepel, motor en versnellingsbak had als de L-180, een Zweeds pantservoertuig dat reeds in gebruik was bij het Ierse leger. Daarom bestelde het Ierse leger toen twee L-60's en niet de andere keuze; twee Carden-Loyd tankettes. Eind 1935 reisde een Ierse delegatie af naar Zweden om de tanks te gaan bekijken. Bij dit bezoek werd er een testrit gemaakt door een van de tanks. De bestuurder van de tank maakte toen een fatale fout, waardoor de motor in brand vloog en uiteindelijk het gehele voertuig uitbrandde. Landsverk bood direct aan om een derde tank te produceren. De eerste tank kwam in Dublin aan op 22 november 1935 en kreeg het nummer L-601. Vanwege de brand werd de tweede tank pas eind 1936 geleverd. Deze kreeg het nummer L-602. Beide voertuigen werden bij de enige andere tank van Ierland gevoegd, een Vickers Mk. D, in het 2nd Armoured Squadron in Curragh. De Ieren hadden nog een ambitieus plan om een licentie aan te schaffen en zelf tanks te gaan produceren bij de Great Northern Railway Works in Dundalk. Dit ging uiteindelijk niet door. Verscheidene bronnen melden dat de tanks tot eind jaren 60 in dienst bleven, maar waarschijnlijk zijn zij in 1953 uit dienst gegaan vanwege een gebrek aan reserveonderdelen. Daarnaast beschikte Ierland toen al over Britse Comet en Churchill-tanks en was de L-60 al sterk verouderd. Beide tanks zijn echter behouden waarvan één in het Nationaal Museum van Ierland, Collins Barracks in Dublin en de ander is in rijklare conditie.

## Zweeds gebruik
Het Zweedse leger wilde in 1937 twee tankbataljons samenstellen. Vanwege geldgebrek konden ze echter hooguit één bataljon samenstellen. Omdat de AH-IV van van CKD goedkoper was, werden hier 48 stuks van besteld en zouden de aanduiding Strv m/37 krijgen. Op 10 september 1937 tekende het Zweedse leger een contract met Landsverk voor de aanschaf van 14 tanks en twee prototypes, waarvan één omgebouwd zou worden, ter waarde van 2 miljoen Zweedse kronen. Doordat de Strv m/37 met machinegeweren was bewapend kon het Zweedse leger in 1939 eventueel slechts 16 tanks in de strijd brengen met enige vuurkracht..

### L-60-S (Strv m/38)

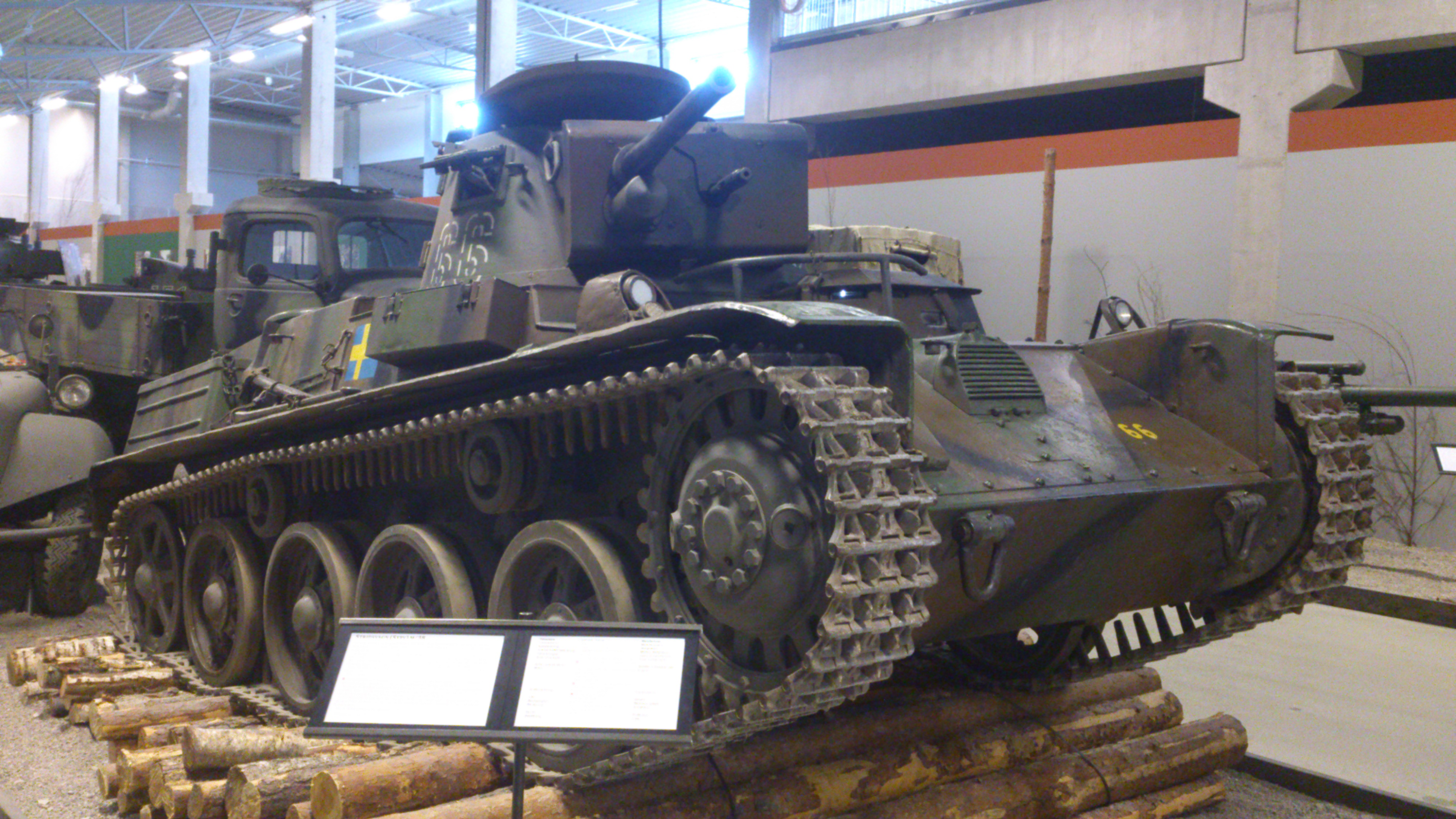
De L-60-S in Arsenalen, Strängnäs

Een van de twee Ierse tanks werd ook aan het Zweedse leger getoond en Landsverk bood aan om deze tank ook voor Zweden te produceren. De L-60 bleek op het eerste gezicht beter te zijn dan de Vickers 6 ton en de TNH. Het design moest wel licht aangepast worden. Er moest een Zweedse motor in worden gebouwd. Deze versie woog 8,5 ton. Twee werden besteld waarvan één zonder koepel, specifiek voor tests bedoeld. Hierna werd de tank nog licht aangepast en werden er 15 stuks besteld in 1937. Deze versie kreeg de aanduiding L-60-S (S staat voor Svenska, Zweden) en het Zweedse leger gaf de aanduiding m/38. Ze werden in 1938 en 1939 werden geleverd. Er werd ook nog één prototype omgebouwd, dus van deze versie waren er in totaal 16 stuks. Deze droegen de serienummers 61-77. De telescopen voor de commandant en bestuurder waren modern. Een nadeel was dat de commandant ook nog het kanon en het machinegeweer moest bedienen. De motor was een Scania-Vabis 1664 met 142pk. Deze leverde een topsnelheid van 45 km/u. Toen de WOII uitgebroken was werd er nog een extra machinegeweer gemonteerd in de koepel. Toen deze versie uit dienst ging stond er gemiddeld 1600 kilometer op de teller. Zweden was echter niet zeer tevreden en ging in onderhandeling met Skoda en CKD. Er werden toen in eerst instantie 48 maar later 48 stuks besteld van de TNH-Sv. Deze werden door het uitbreken van de oorlog nooit geleverd. De bouwlicentie kon nog wel worden geleverd en dit leidde tot de Strv m/41. De geleverde voertuigen werden ingedeeld bij het Göta Livgardets stridsvagnbataljon. Dit bataljon stond onder leiding van luitenant-kolonel C.A. Ehrensvard, vervanger van luitenant-kolonel C. Klingspor. De tanks namen deel aan de Sigtuna Manoeuvre en ondanks het ruige terrein leverden de tanks prima prestaties. Na 1 oktober 1939 werden de tanks overgebracht naar regiment 9 in Skövde en regiment 10 in Strängnäs vanwege de reorganisatie van het leger. Het doel van deze reorganisatie was het combineren van pantservoertuigen en infanterie.

### L-60-S II (Strv m/39)

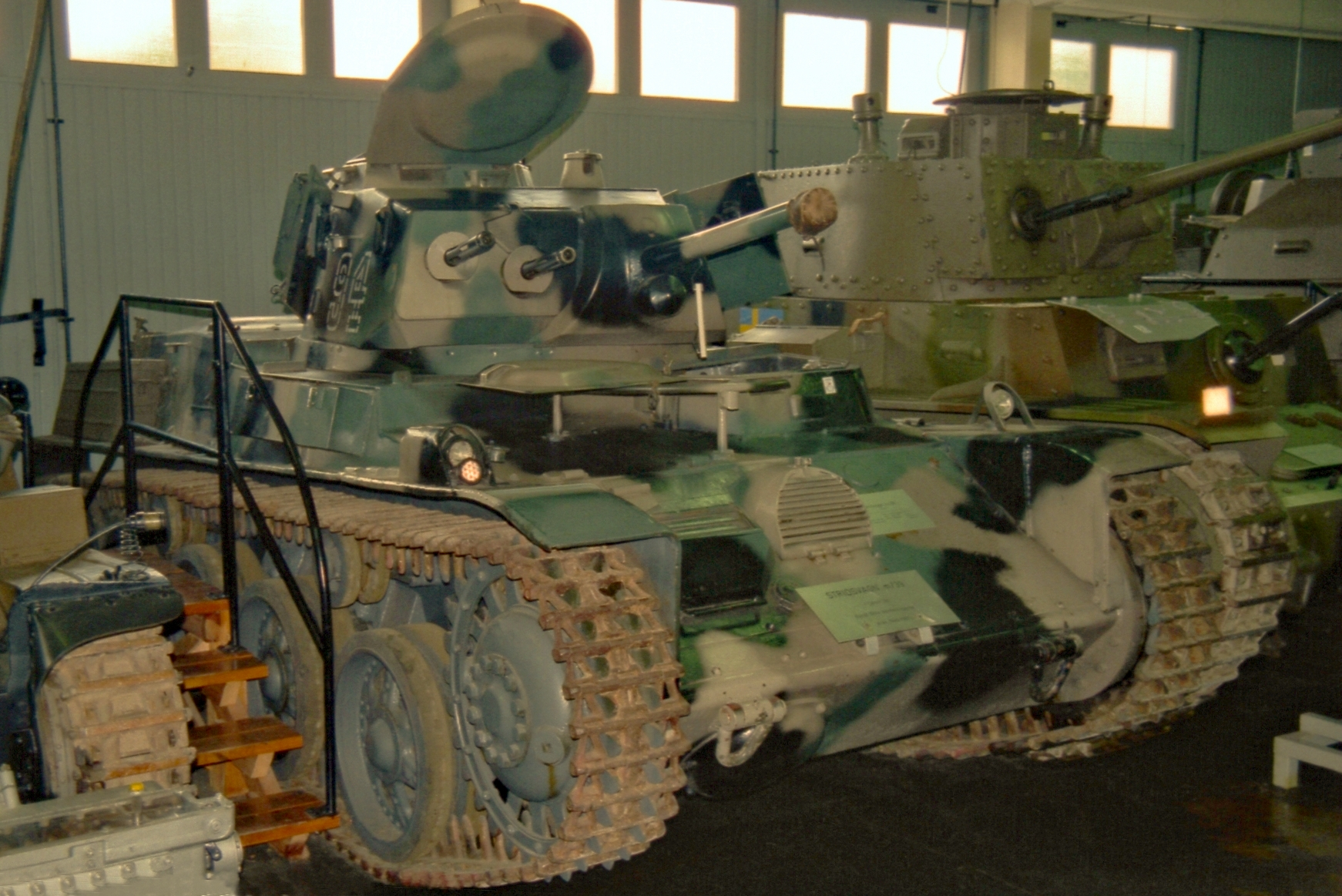
De L-60-S II in museum Axvall

In mei 1939 werd een nieuwe versie besteld. De oorlog was een maand daarvoor uitgebroken. De legerleiding voor de regering om 18 miljoen beschikbaar te stellen voor de aankoop van 104 tanks, zodat er twee grote tankbataljons gevormd konden worden. Defensieminister stelde slechts 4 miljoen beschikbaar voor de aankoop van twintig tanks. Dit voorstel werd goedgekeurd op 28 november 1939. Otto Merker ontwierp een grotere en meer afgeschuinde koepel. Daarnaast werd er een dubbele Madsen 8mm ksp m/36 machinegeweer in de koepel gemonteerd. De bemanning bestond nog steeds uit drie man. De bestuurder kreeg nog de mogelijkheid om een eventueel machinegeweer in de romp te bedienen. Een voordeel voor de bestuurder was het feit dat het stuur, dat onhandig bleek te zijn, werd vervangen voor een hendel. Deze wijziging zou ook nog in ander versies toegepast worden. De brandstoftank had een inhoud van 240 liter. De laatste van de twintig bestelde tanks werd in 1941 geleverd. Dit was zo laat door aanvoerproblemen van de kanonnen bij Bofors. Ze ontvingen de nummers 283 tot 302. Landsverk gaf deze versie de aanduiding L-60C of L-60-S II en het leger gaf de aanduiding Strv m/39. Ondanks waarschuwingen had ook deze versie 15mm bepantsering terwijl al bleek dat 15mm veel te dun zou zijn. Doordat de ophanging een groter gewicht niet kon dragen werd extra pantser in eerste instantie genegeerd. Uiteindelijk werd er gekozen voor bepantsering die eventueel aan de buitenkant opgehangen kon worden. Deze platen waren 35mm dik, waardoor de totale dikte op 50mm zou komen. Hierdoor waren de tanks bestand tegen anti-tank kanonnen met kalibers tot 47mm. Vanwege enige problemen met de hydraulische versnelling werd deze gekoeld. De regimenten L9 en L10 werden uitgerust met de m/39 in 1941. In het voorjaar van 1942 werden ze al overgebracht naar Helsingborg in het regiment P2. In maart 1943 werden ze allemaal naar P4 overgebracht.

### L-60-S III (Strv m/40L)

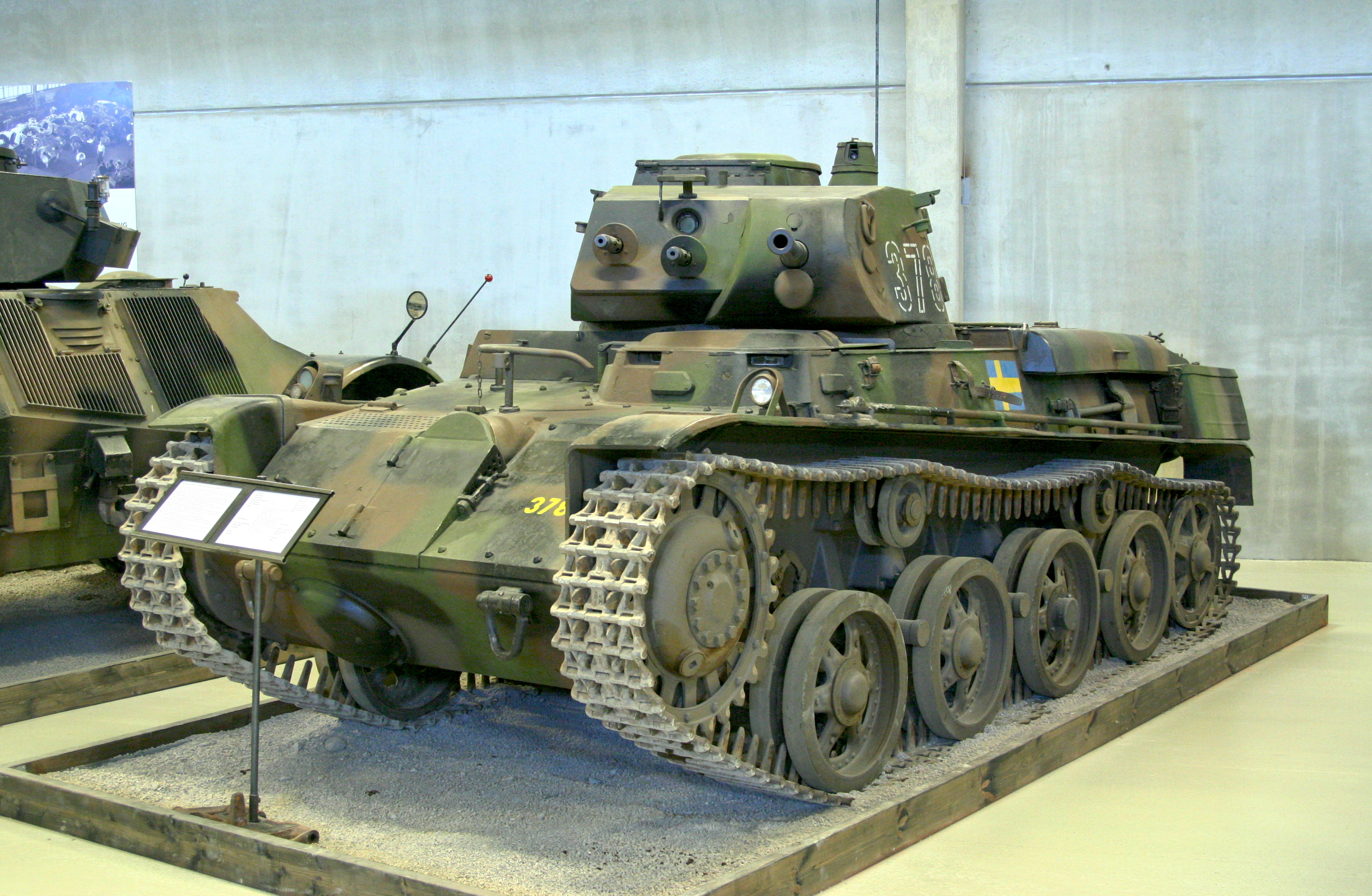
De L-60-S III in Strängnäs, het extra pantser is hier goed te zien.

Na de Duitse invasie in Noorwegen en de Russische invasie in Finland kwam Zweden in een bedreigde situatie. Door de Duitse annexatie van Tsjechoslowakije werden de 90 bestelde TNH tanks niet geleverd. Er kwam daarom een grote druk op de Zweedse legerindustrie. Er werd besloten om de L-60 weer te bestellen, maar nu met een automatische versnellingsbak, maar het belangrijkste was de versimpeling van het ontwerp en daarmee de versimpeling van de massaproductie. Deze versie werd geproduceerd tussen 1941 en 1942. De legeraanduiding was Strv m/40L (L staat voor Landsverk) en Landsverk gaf de aanduiding L-60D of L-60-s III. Er werden honderd stuks besteld en geproduceerd. Door wijzigingen in bepantsering en de opslag van gereedschap en munitie werd de romp van deze versie 10 centimeter langer en nam het gewicht toe tot 9,11 ton. De kanonmantel werd gewijzigd en er kwamen zijluiken en een commandantskoepel in de toren. De ophanging bleef ongewijzigd. Ook kwam er de mogelijkheid om een mortier op de achterkant te monteren, waarmee infanterie bestreden kon worden.

### L-60-S IV
Van deze versie werd één prototype geproduceerd. Deze had een gewicht van 12 ton. De motor was een sterkere 180pk Scania-Vabis. De bewapening bestond uit een 37mm en drie machinegeweren. Deze tank werd niet in productie genomen, waarschijnlijk voldeed het niet aan vernieuwde eisen of het ontwerp kon niet geproduceerd worden vanwege te weinig capaciteit.

### L-60-S V (Strv m/40K)

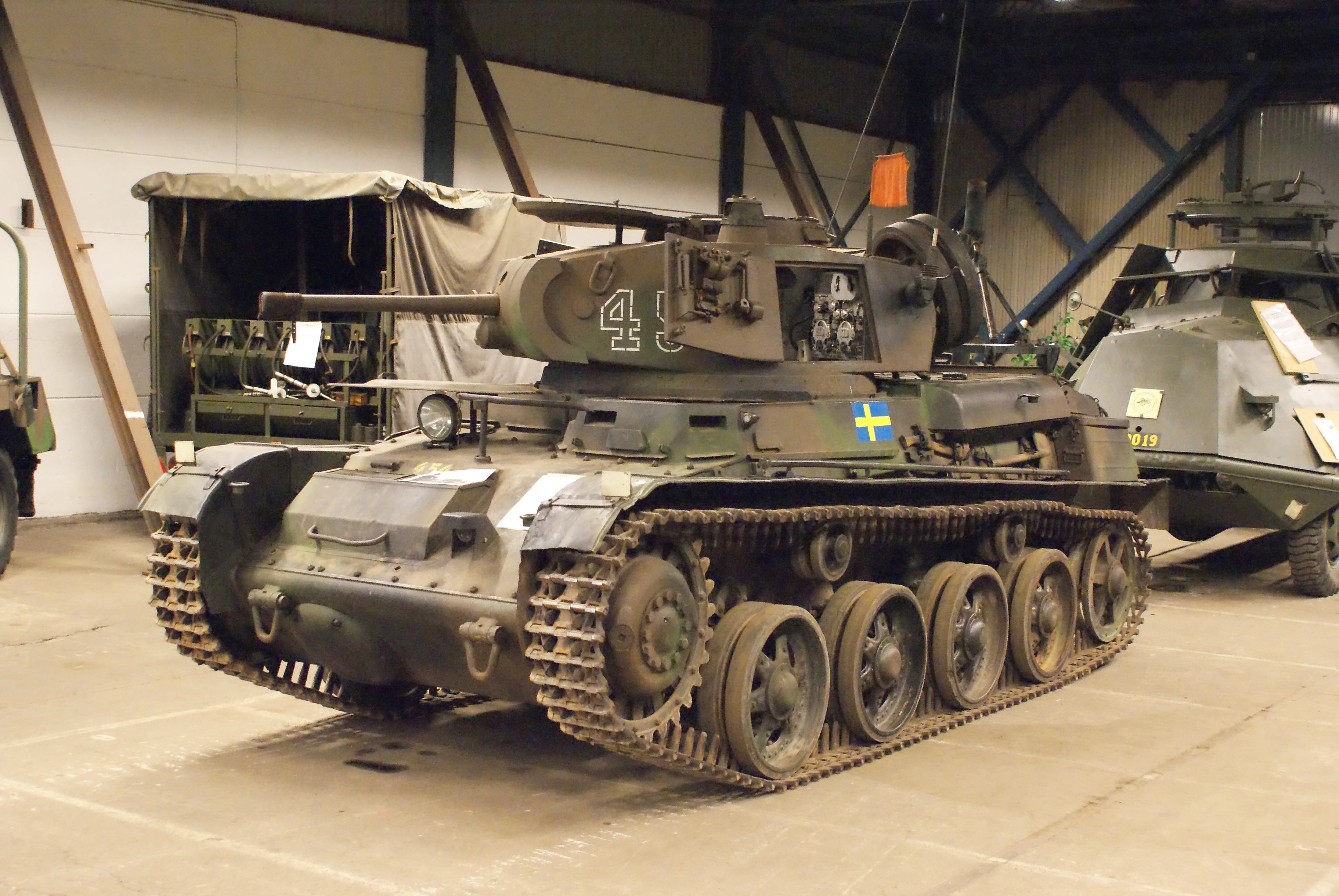
De L-60-S V in Hässleholm.

In 1943 startte Landsverk met de productie van een zwaardere tank. Daarom was er te weinig capaciteit om de L-60 te blijven produceren. De productie verplaatste daarom naar Karlstad Mekaniska Werkstad. Hiervoor werd het design aangepast en de ophanging werd eindelijk zover verbeterd dat extra pantser ingebouwd kon worden, zodat de bemanning beter beschermd werd. De bescherming was echter nog steeds niet voldoende, de onderzijde van de romp en de bovenzijde van de koepel hadden slechts 4mm pantser. Het gewicht nam toe naar 10,9 ton. Hiervoor was wel een krachtigere motor nodig, dus werd er een Scania-Vabis motor van 160pk geplaatst. Hierdoor werd de tank langer en kwam op een lengte van 5,97 meter. Er werden 80 stuks geproduceerd van 1943 tot 1944. Het leger gaf de naam Strv m/40K (K staat voor Karlstad) en Landsverk L-60-S V.
Aan het einde van de jaren 40 werd één m/40K met het nummer 419 omgebouwd zodat deze onder water kon rijden. De tank werd volledig luchtdicht gemaakt en er werden grote buizen op de tank geplaatst waardoor de in- en uitlaatgassen van de tank gingen. Een grote cilinder werd op de koepel geplaatst. De maximale duikdiepte bedroeg drie meter. In de zijdeur van de koepel werd nog een dunnere buis geïnstalleerd met daarin een ventilator voor luchtcirculatie in het gevechtscompartiment. De radio kon blijven functioneren, hoewel de antenne zich onder water bevond.

## Varianten

### Pvkv IV Värjan
Na 1944 vond men dat het 37mm kanon niet krachtig genoeg was. Daarom kwam het idee om een 57mm kanon op een m/40L chassis te monteren. Het eerste prototype was uiteindelijk klaar in 1949-1950 en was bewapend met een 5,7cm Pvkan m/43 en kreeg de naam Pvkv IV Värjan. Pvkv is een afkorting van het Zweedse woord Pansarvärnskanonvagn en betekent tankjager. Värjan was de naam van een zwaard dat in de 16e eeuw door het Zweedse Karolinese leger werd gebruikt. Door de nieuwe koepel en het nieuwe kanon werd de tank een halve ton zwaarder. Daarom werd het pantser verminderd, maar dit had ernstige gevolgen voor de veiligheid. De koepel was slechts bepantserd met 12mm en 20mm op de kanonmantel. Ook waren er grote problemen met het richtsysteem. Door de aankoop van 90 Strv 81 Centurion tanks in 1953 was het project ook niet meer belangrijk en werd het prototype ontmanteld.
Er werd ook nog een prototype gebouwd met een open kazemat en daarin een terugstootloos 105mm kanon, maar ook dit project werd stopgezet.

### L-62 Anti-II
Na de winteroorlog werd er door het Finse legercommando aan Landsverk gevraagd of zij een zelfrijdend luchtafweergeschut wilden ontwikkelen. In 1941 werd de L-62 Anti-II aangeboden. Het chassis en carrosserie waren in ontwerp gelijk aan de L-60-S maar was langer en had daarom één extra steunrol. Op de romp werd een verbreed platform geïnstalleerd waarop een open koepel was geïnstalleerd. Zes stuks werden aan Finland geleverd en één aan Hongarije. De Finnen hebben er acht vijandelijke vliegtuigen mee neergehaald, zonder zelf ook maar één voertuig te verliezen. De Hongaren bouwden op basis van deze tank de 36 / 40M Nimród.

## Dominicaanse republiek
De laatste versie van de tank, de Strv m/40K werd in 1957 uit het leger onttrokken. De rompen werden omgesmolten en de koepels werden bij luchthavens geïnstalleerd om het luchtruim te verdedigen. Deze werden in 1995 verwijderd. Wel hield het leger enkele tientallen tanks in opslag. In 1957 werden twintig stuks verkocht aan de Dominicaanse republiek en werden in 1960 geleverd. De verkochte tanks waren de m/40L's. Deze droegen de nummers 321, 322, 328, 330, 333, 340, 343, 345, 351, 354, 355, 358, 361, 373, 383, 384, 385, 387, 390, 400, 403, 404, 410, 411 en 414. De tanks werden vervoerd per schip. Vanwege een te klein ruim moest één tank op het dek vervoerd worden en werd hierdoor aangetast door het zoute zeewater. In de Dominicaanse republiek kon de schade hersteld worden. De tanks werden licht aangepast aan de Dominicaanse standaarden. In april 1965 brak de Dominicaanse burgeroorlog uit. Tijdens deze gevechten tussen de regering en rebellen, waarbij de rebellen hulp kregen van de US Marines werden drie tanks uitgeschakeld. Eén hiervan werd uitgeschakeld door een M40 recoilles rifle team van de 82nd Airborne Division. De andere twee werden uitgeschakeld door een M50 Ontos en een M48 Patton. De M48 maakte onderdeel uit van het 6th MEU. De L-60's konden niets uitvoeren. Na het einde van de missie "Power Pack" hielp de VS met de heropbouw van het leger. Tijdens deze heropbouw werden twaalf voertuigen opgeknapt. Deze bleven in dienst tot 2002-2003. Eén tank is nog in een uitstekende staat en is een historisch icoon van het leger. Er is ook minstens één voertuig overgenomen voor $30.000 per stuk door een Amerikaanse verzamelaar uit Houston, Texas.